# Citrus × tangerina
Citrus × tangerina es un árbol frutal de la familia de las rutáceas. Conocido popularmente como mandarino al igual que Citrus reticulata debido a una falta de distinción común, pero realmente el Citrus tangerine es una subespecie de Citrus reticulata. Del mismo modo, su fruto, la naranja tangerina, suele ser confundido con el fruto de Citrus reticulata, la mandarina. Este fruto está formado por un considerable número de gajos llenos de jugo que contienen mucha vitamina C, flavonoides y aceites esenciales.

## Origen
De acuerdo al Oxford English Dictionary, la palabra “tangerine” fue originalmente un adjetivo que significaba “nativo de Tánger, un puerto en Marruecos, en el estrecho de Gibraltar” El OED cita este uso en la revista The Tatler de Joseph Addison en 1710 con usos similares cercanos al 1800. El adjetivo fue posteriormente aplicado a la fruta, alguna vez conocida como “Citrus nobilis var. Tangeriana”, que crecía en la región de Tánger.
Al igual que la mandarina, la tangerina proviene de las zonas tropicales de Asia. En algunos países latinoamericanos se le llama naranja china a la mandarina, aunque debido a la falta de distinción, la tangerina cae dentro de esta denominación también . Se puede afirmar que es una fruta originaria de China e Indochina. Su cultivo se introdujo en Europa en el siglo XIX. En la actualidad, los países productores son: Argelia, España, Israel, Japón, México y Uruguay. Las principales Comunidades productoras en España, son Comunidad Valenciana que produce aproximadamente el 80%, Andalucía el 10% y Cataluña el 5%.

## Taxonomía
Según sean los autores, la clasificación taxonómica de esta especie varía:
- Para uno es un híbrido entre Citrus reticulata y Citrus aurantium. Siendo en este caso su nombre científico Citrus × tangerina Tanaka

- Para otros es una especie distinta y se llamaría Citrus tangerina Tanaka.

- Para otros más sería simplemente una variedad de Citrus reticulata.

Tangerine es el nombre en inglés de la mandarina, el fruto de Citrus reticulata lo cual es origen de muchos malentendidos y confusiones. Más precisamente, en su uso en inglés existe una diferenciación entre el fruto de Citrus reticulata, llamada mandarin orange o mandarine, y el fruto de Citrus tangerine, conocida como tangerine. En español también existe una distinción entre la llamada “naranja mandarina” y la “naranja tangerina”, pero no está tan extendida en su uso común. Esto tiene como resultado que ambos frutos sean confundidos, cuando en realidad, las naranjas tangerinas corresponden a una subespecie de la naranja mandarina.

### Tangerinas

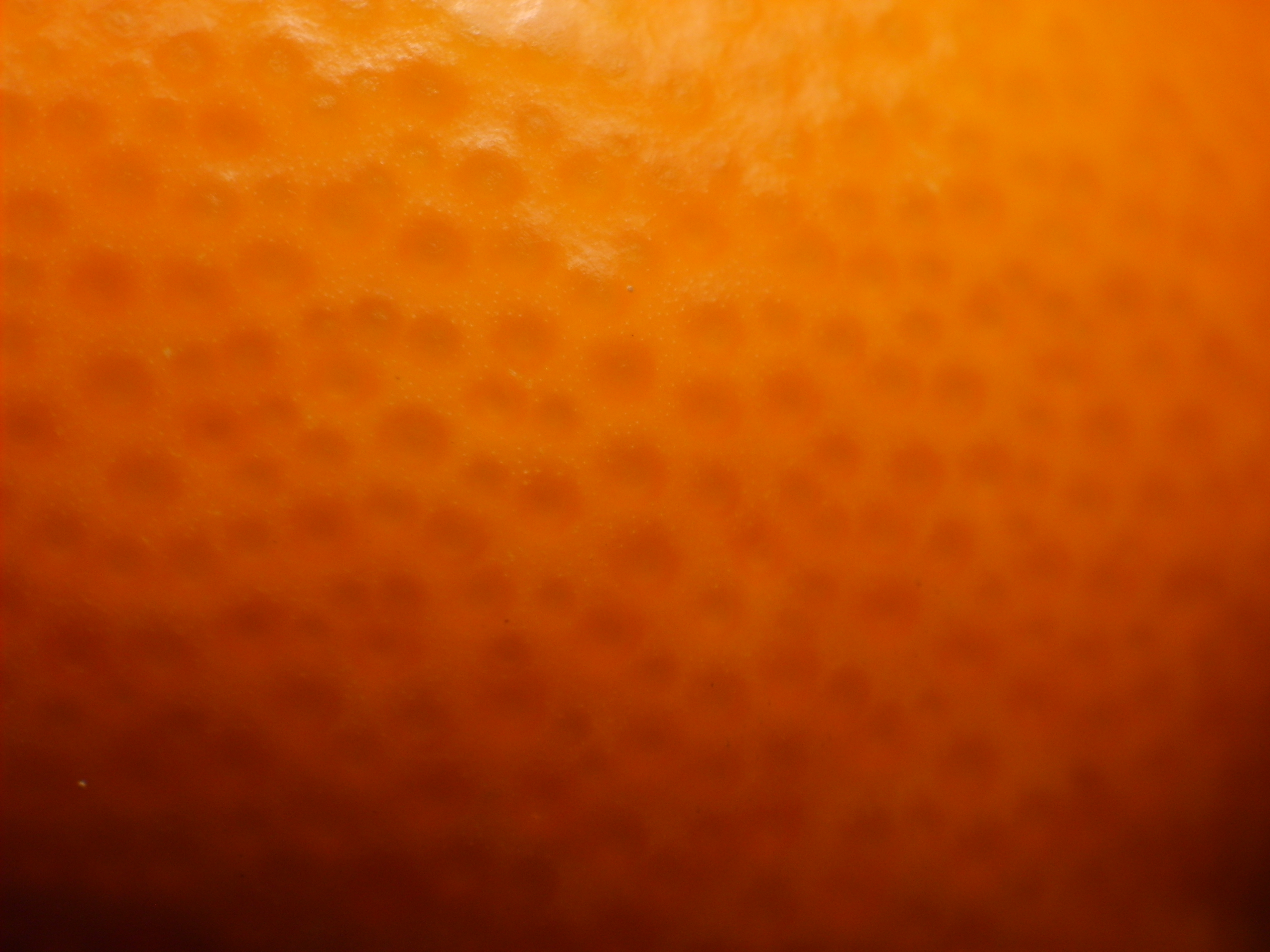
Detalle de la piel de una mandarina.

En este grupo de incluyen las variedades. Fairchild, Dancy, Ponkan, Sunburst y Honey.

### Híbridos
Existen híbridos de Citrus × tangerina con otras especies del género Citrus y sus frutos también reciben el nombre de mandarinas.